# Pädophilenbewegung
Als Pädophilenbewegung werden Bestrebungen verschiedener Kreise und Gruppen in westlichen Ländern bezeichnet, die ab der zweiten Hälfte des 20. Jahrhunderts für sich in Anspruch nahmen, die Belange pädophiler Personen zu vertreten. Seit den 1950er Jahren existieren weltweit Gruppierungen, die sich für die Rechte von Menschen mit einer pädophilen Sexualpräferenz einsetzen und zum Teil eine Aufhebung oder Senkung der Schutzaltersgrenzen und Legalisierung (vermeintlich einvernehmlicher) pädosexueller Kontakte anstreben.
In der Zeit ihrer Entstehung bekamen diese Gruppen im Rahmen der sexuellen Revolution Unterstützung aus dem links-alternativen politischen Spektrum und hatten auch Verbindungen zur homosexuellen Emanzipationsbewegung; in den 1980er und 1990er Jahren wurden diese Gruppierungen aber weitgehend isoliert und lösten sich zum größten Teil auf.

## Geschichte
Zum ersten Zusammenschluss pädophiler Männer kam es in den 1950er Jahren in Den Haag mit dem sog. Enclave-Kreis. Darin schlossen sich Männer verschiedener Nationalitäten mit einer sexuellen Präferenz für Kinder zusammen und vertrieben u. a. Bücher und Broschüren, die sich mit dem Thema Pädophile befassten. 1970 entstanden zuerst in Rotterdam, später auch in anderen Städten und Ländern Zusammenschlüsse pädophiler Männer, die öffentlich für die Legalisierung pädosexueller Kontakte eintraten. In den folgenden Jahren entstanden u. a. in den USA die North American Man/Boy Love Association (N.A.M.B.L.A.), in Frankreich die Groupe de recherche pour une enfance différente (G.R.E.D.), in Großbritannien die Paedophile Information Exchange (PIE) und in Belgien De Rooie Vlinder.
In Westdeutschland gab es mit der Zeitschrift Pikbube ab 1970 ein erstes Magazin, das sich dezidiert mit Thematiken der Pädophilie auseinandersetzte. Gegründet von dem Berliner Verleger Helmut W. Bendt avancierte es zum ersten Sammelbecken für westdeutsche Pädophile. Aus Kontakten zum Enklave-Kreis resultierte dann auch 1973 die Gründung des Deutschen Arbeitskreises der Betroffenen des § 175 (DAB 175), der sich 1974 in Deutsche Arbeitsgemeinschaft Päderastie (DAP) umbenannte und die wohl erste westdeutsche Pädophilenorganisation darstellt. Die DAP schaffte es jedoch nicht, stabile Organisationsstrukturen herzustellen, wohl nicht zuletzt, da sie eher dem konservativen politischen Spektrum entsprang und sich daher vehement von der entstehenden zweiten Schwulenbewegung distanzierte. Bendt kommentierte das Scheitern mit Verbitterung: „Neue verworrene Ideologien vergiften unsere Gesellschaft. Wir sollten es uns zur Aufgabe machen, unsere jungen Freunde möglichst vor der Ansteckung zu bewahren. Soziologie und Psychologie überschlagen sich vor unsinnigen ›Erkenntnissen‹ […] die Welt wird allmählich zu einem Tollhaus.“ Erst 1979 entstand die Deutsche Studien- und Arbeitsgemeinschaft Pädophilie e. V. (D.S.A.P.), welche in den 1980ern expandierte, mehrere Regionalgruppen gründete und eine eigene Zeitschrift herausbrachte. Sie kann als erste öffentlich in Erscheinung tretende Organisation der Pädophilenbewegung angesehen werden. Interne Konflikte machten der DSAP allerdings ab den beginnenden 1980er Jahren stark zu schaffen, so dass sie zunehmend in ihren Aktivitäten gehemmt wurde. 1983 löste die DSAP sich auf. Bereits seit 1972 existierte die Indianerkommune, zunächst in Heidelberg, später in Nürnberg ansässig, als „Kinderrechtsinitiative“, die auch für pädosexuelle Beziehungen eintrat. Eng mit ihr verbunden war die 1979 entstandene Frauen- und Mädchengruppe Oranien-Straßenkommune (Berlin).
In den 1990er Jahren gründeten sich die AG-Pädo und die Gruppe Krumme 13. Die AG wurde 1991 als Arbeitsgruppe des Bundesverbandes Homosexualität (BVH) gegründet und verstand sich als „Forum und Vernetzung der dazu bereiten Pädo-, Selbsthilfe- und Emanzipationsgruppen“. Nach Selbstauflösung des BVH war sie ab 1997 eine Fachgruppe der Arbeitsgemeinschaft Humane Sexualität (AHS). Ausgelöst durch Recherchen des Journalisten Manfred Karremann gab es ab Oktober 2003 Ermittlungen gegen Mitglieder der Münchner Gruppe, und es wurden auch die Räume des Bildungswerks der Humanistischen Union Bayern durchsucht, in denen sich die Gruppe traf. Begründet wurde dies mit dem Verdacht auf Bildung einer kriminellen Vereinigung. In seinem Beschluss vom 18. Oktober 2004 kam das Bayerische Oberste Landesgericht zu dem Ergebnis, dass keine strafbare Handlungen vorlagen. Die Haftbefehle gegen Mitglieder der Gruppe wurden daraufhin aufgehoben. Im Rahmen einer späteren Verfassungsbeschwerde rügte das Bundesverfassungsgericht die Vorinstanzen, da bei Begründung des Haftbefehls „gezielt“ keine bereits vorher vorliegenden Ermittlungsergebnisse berücksichtigt worden seien, die den Verdacht auf Bildung einer kriminellen Vereinigung als nicht zutreffend dargelegt hätten. Im November 2004 wurde die Gruppe von der Mitgliederversammlung der AHS formal aufgelöst, bestand eine Zeit lang getrennt weiter und wurde dann inaktiv.
Die Krumme 13 entstand 1993 zunächst zur Selbsthilfe für Pädophile und trat etwa seit 2001 auch öffentlich mit dem Anspruch hervor, über diese Form der Sexualität aufzuklären. Sie setzte sich für die Legalisierung von Sexualkontakten Erwachsener mit Kindern ein. Unter dem Namen Krumme 13 existiert eine Internetplattform, welche von Dieter Gieseking, einem bekennenden und wegen Verbreitung von Kinderpornografie verurteilten Pädophilen, betrieben wird.
Die Mehrheit dieser Gruppierungen bestand aus Pädophilen, deren Sexualität auf Jungen ausgerichtet war, mit Ausnahme der Oranien-Straßenkommune, die sich in den 1980er Jahren in Kanalratten umbenannten und sich vorrangig für die Legalisierung pädosexueller Kontakte zwischen Mädchen und Frauen aussprachen.
Seit Ende der 1970er Jahre existierten in zahlreichen deutschen Städten Selbsthilfegruppen für Pädophile. Von Kritikern wurde diesen in der Vergangenheit wiederholt vorgeworfen, die Folgen sexuellen Missbrauchs zu verharmlosen und ihre Treffen zum Austausch kinderpornographischer Medien zu nutzen.
In den letzten Jahren entstanden eine Reihe von Diskussionsforen über Pädophilie im Internet, die das Medium zur Selbstdarstellung, als politisches Diskussionsforum und zur Verbreitung vorteilhaft interpretierter, wissenschaftlicher Studien nutzen. In der Mehrheit dieser Foren wird ein pädosexualistisches Selbstverständnis vertreten, und es werden einvernehmliche pädosexuelle Kontakte als grundsätzlich möglich erachtet, teilweise spricht man sich aber auch explizit gegen jede Form sexueller Kontakte zu Kindern aus.
Daneben existieren weitere Internetseiten, die sich primär als Informationsquelle zum Thema Pädophilie verstehen und wissenschaftliche Veröffentlichungen zum Thema Pädophilie zugänglich machen möchten. Da auf diesen Seiten in der Regel auch Schriften veröffentlicht werden, die von einer grundsätzlichen Möglichkeit unschädlicher pädosexueller Kontakte ausgehen, stehen diese Seiten ebenfalls in der Kritik.
Von 2004 bis 2006 existierte mit der Online-Initiative Verantwortung für Kinder erstmals ein Projekt, in dem Pädophile sich zu ihrer Neigung bekannten, pädosexuelle Kontakte aber grundsätzlich ablehnten. Ziele waren es, eine Anlaufstelle für Pädophile zu schaffen, die sich der ethischen Problematik ihrer Neigungen bewusst waren, und Aufklärungsarbeit zu leisten. 2006 ging das Engagement eines der Betreiber von Verantwortung für Kinder (der unter dem Pseudonym „Marco“ aktiv war) mit der Informationsplattform Schicksal und Herausforderung weiter, die die gleichen Ziele verfolgt. Diese Plattform existiert bis heute allerdings unter neuen Betreibern und seit 2017 auch wieder mit einem Forum. Seit 2012 gibt es ein US-amerikanisches Forum namens Virtuous Pedophiles sowie weitere Projekte in verschiedenen Ländern, die ebenso Anlaufstellen Pädophiler für andere Pädophile bieten, die nicht übergriffig werden wollen und die sich gegenseitig darin unterstützen. Anerkannte Sexualwissenschaftler bezeichnen diese Entwicklung als bisher beste Möglichkeit, potentielle Täter unter Pädophilen zu erreichen und von einer Tat abzuhalten, bevor sie je übergriffig werden.
In Teilen der Pädophilenbewegung wird jährlich der 25. April als Pedophile Pride Day oder Alice Day begangen, insbesondere von Menschen, die präpubertäre Mädchen sexuell begehren („Girllovers“). An diesem Tag im Jahr 1856 sollen sich die vierjährige Alice Liddell und der Schriftsteller Lewis Carroll, dem ein pädophiles Verhältnis zu Liddell unterstellt wird, erstmals begegnet sein. Das Verhältnis inspirierte Carroll, dessen pädophile Neigung unbewiesen ist, zu den Romanen Alice im Wunderland und Alice hinter den Spiegeln.
Forderungen nach einer Senkung der Schutzaltersgrenzen bzw. einer generellen Legalisierung pädosexueller Kontakte wurden von verschiedenen Gruppierungen verbreitet und in zahlreichen Foren im Internet diskutiert. In den Niederlanden existiert seit 2006 die Partij voor Naastenliefde, Vrijheid en Diversiteit, die für eine Wiederherstellung der gesetzlichen Schutzaltersgrenze von zwölf Jahren, wie sie bereits von 1985 bis 2002 in den Niederlanden in Kraft war, eintritt. Die niederländische Pädophilengruppe Vereniging Martijn bestand von 1982 bis 2014, als sie per Gerichtsbeschluss aufgelöst wurde.

## Theorien in den 1970er und 1980er Jahren
Vertreter einer Forderung nach Legalisierung oder Teillegalisierung berufen sich dabei unter anderem auf sexualwissenschaftliche Theorien, die vor allem in den 1970er und 1980er Jahren entwickelt wurden.
Helmut Kentler und Ernest Bornemann vertraten die Meinung, pädosexuelle, physisch wie psychisch gewaltfreie Sexualhandlungen müssten nicht unbedingt negative Folgen für das Kind haben. Solche würden nicht durch das zumeist als harmlos oder sogar lustvoll erlebte Geschehen selbst ausgelöst, sondern durch die nachträgliche Dramatisierung durch das soziale Umfeld. Kentlers Schriften sowie seine praktische Tätigkeit wurden später kritisiert als aktive Förderung und Verharmlosung von Pädosexualität.  Der Professor für Soziologie an der Universität Bremen, Rüdiger Lautmann, beschrieb 1994 in seiner Abhandlung Die Lust am Kind. Portrait des Pädophilen pädosexuelle Kontakte ohne kritische Kommentierung und ausschließlich aus der Sicht der Pädophilen. Lautmann hat sich inzwischen von seiner Schrift als missverstehbar distanziert.

## Wissenschaftliche Einordnung
Ein wesentliches sexualwissenschaftliches Argument gegen die Freigabe ist die Frage der Zustimmungsfähigkeit. Zudem wird eine Verharmlosung der Schäden konstatiert, die pädosexuelle Kontakte für die betroffenen Kinder haben können. Nach dem Soziologen Gerhard Amendt ist jede Form der Sexualität mit Kindern problematisch: „Im Hinblick auf die Interessen der Kinder aber ist die Unterscheidung zwischen Gewalt und Gewaltfreiheit gänzlich unerheblich. Jede Form der Pädophilie überschreitet die Grenze zwischen Erwachsenen und Kindern.“
Heutiger wissenschaftlicher Konsens ist, dass Kinder und teilweise Jugendliche zwar kraft ihres eigenen Willens in sexuelle Handlungen einwilligen können, dabei aber nicht die Tragweite einer solchen Zustimmung überschauen. Demnach stimmten sie der Handlung nicht wissentlich (informiert) zu (siehe Informed consent), unabhängig davon, wem sie zustimmen.
Die Gottfried Wilhelm Leibniz Universität Hannover, an der Helmut Kentler bis 1996 Professor war, distanzierte sich 2018 von ihm und „von der stattgefundenen Bagatellisierung von sexueller Gewalt an Kindern unter dem Deckmantel der Wissenschaftlichkeit“.